# Sebastian Ziani de Ferranti

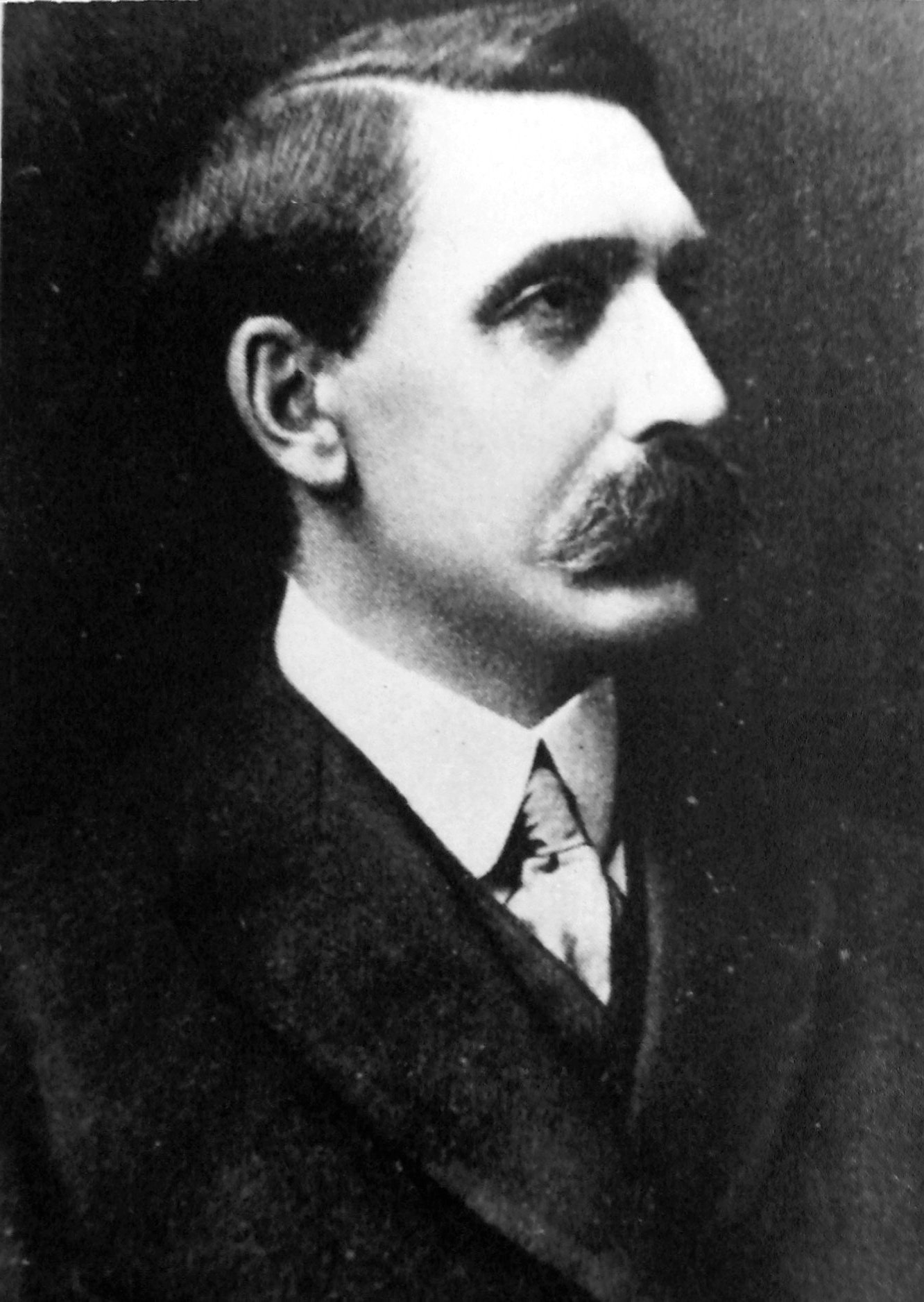
Sebastian Ziani de Ferranti

Sebastian Ziani Innocenzo Adhemar Ziani de Ferranti (Liverpool, 9 april 1864 – Zürich, 13 januari 1930) was een Brits elektrotechnicus en uitvinder.

## Levensloop
Sebastian Ziani de Ferranti werd geboren als zoon van de uit Italië afkomstige fotograaf Cesar Ferranti en de concertpianiste Juliana Scott. Hij werd opgeleid aan de Hampstead School in Londen, het St. Augustine College in Ramsgate en het University College London.
Al op jonge leeftijd liet Ferranti zien dat hij een opmerkelijk talent had voor de elektrotechniek. Zijn eerste uitvinding – hij was pas 13 jaar – was een booglamp voor straatverlichting. Rond zijn 16e jaar bouwde hij met de hulp van William Thomson (de latere Lord Kelvin) een elektrische generator (met een zigzag-anker) die hij later zou patenteren als de Ferranti-dynamo. Hij werkte voor de gebroeders Siemens in de Londense wijk Charlton en startte in 1882 een werkplaats onder de naam Ferranti, Thompson & Ince Ltd., waar hij diverse elektrische apparaten ontwikkelde.
Al vroeg gokte Ferranti op wisselstroom als distributiesysteem van elektriciteit in plaats van de gelijkstroom die door Edison werd gepropageerd, en was een van de weinige deskundigen op dit gebied in het Verenigd Koninkrijk. Hij geloofde dat het voordeliger was grote elektriciteitscentrales buiten de steden te bouwen, waar de grond goedkoper was, om vervolgens de opgewekte spanning onder hoge spanning via onderstations naar de gebruikers te brengen.
In 1887 huurde de London Electric Supply Corporation (LESCo) Ferranti in als hoofdtechnicus voor het ontwerpen van hun nieuwe elektriciteitscentrale in Deptford die centraal Londen van energie moest voorzien. Hiervoor ontwierp hij niet alleen de opwekkingseenheden maar ook het gebouw eromheen en het complete distributiesysteem voor elektriciteitslevering. Na veel tegenslagen kwam het complex in 1891 gereed. Het was de eerste moderne energiecentrale, en hij zou tot 1957 in bedrijf blijven. Bij de inbedrijfstelling ervan ontdekte Ferranti het later naar hem vernoemde Ferranti-effect.
In 1905 richtte hij het bedrijf Ferranti Ltd. op, dat tot het faillissement in 1994 actief was op alle civiele en militaire terreinen van de elektrotechniek. Het bedrijf fabriceerde onder andere elektrische fornuizen, koelkasten, radio's en computers en was daarnaast betrokken bij de opwekking en distributie van elektrische energie.
Ferranti was gehuwd met Gertrude Ruth Ince, met wie hij zeven kinderen kreeg. Daarnaast was hij voorzitter van het Institution of Electrical Engineers (IEE) in 1910 en 1911 en werd hij in 1927 gekozen als Fellow of the Royal Society. In 1924 werd hij onderscheiden met de Faraday Medal. Hij overleed op 65-jarige leeftijd na een kort ziekbed in het Zwitserse Zürich.